# Адабаш, Михаил Алексеевич
Михаил Алексеевич Адабаш (5 (17) августа 1864 — после 1921) — генерал-майор Генерального штаба, руководитель русской военной разведки в 1906—1907 годах.

## Биография
Из потомственных дворян Херсонской губернии. Образование получил в Петровско-Полтавской военной гимназии. В службу вступил 1 сентября 1880. Окончил Михайловское артиллерийское училище (с занесением на мраморную доску). Выпущен в 17-ю конно-артиллерийскую батарею. Подпоручик (8.08.1880). Поручик (1.12.1885). В 1889 году окончил Николаевскую академию Генерального штаба по 1-му разряду. 24.04.1890—4.01.1897 находился в запасе Генерального штаба. Штабс-капитан (10.04.1889; произведён за отличие).
26 ноября 1889 назначен старшим адъютантом штаба 3-й кавалерийской дивизии. 4 января 1897 произведён в капитаны и направлен на службу в 7-ю артиллерийскую бригаду. 11 июля 1898 переведён в Генеральный штаб с назначением старшим адъютантом штаба 38-й пехотной дивизии, с 9 апреля 1899 старший адъютант штаба 2-го кавалерийского корпуса.
16 сентября 1900 переведён на службу в военную разведку на должность помощника делопроизводителя генерал-квартирмейстерской части Главного штаба. Подполковник (6.12.1900). С 1 января 1902 делопроизводитель генерал-квартирмейстерской части Главного штаба, с 5 мая 1903 столоначальник 7-го отделения (военной статистики иностранных государств) Главного штаба, 1 августа 1904 стал помощником начальника 7-го отделения Главного штаба (до 25.06.1905). 6.12.1904 произведён в полковники за отличие. В 1905—1906 годах был в заграничной командировке, при этом занимая должность помощника начальника отделения Главного управления Генерального штаба (25.06.1905—1.05.1906). С 1 мая 1906 по 17 ноября 1907 возглавлял военную разведку в должности делопроизводителя 5-го разведывательного делопроизводства части 1-го обер-квартирмейстера ГУГШ.
Военная разведка России в начале XX века действовала случайно и хаотично, не имея ни программы, ни достаточного финансирования, ни профессиональных кадров, что, в частности, привело к тяжёлым последствиям во время русско-японской войны. Адабаш, как и его преемник Монкевиц, был сторонником реформирования ведомства.
Военный агент в Брюсселе и Гааге (17.11.1907—29.07.1909), затем командир 6-го гренадерского Таврического полка (29.07.1909—25.02.1912). 25 февраля 1912 отправлен в отставку в чине генерал-майора с мундиром и пенсией и зачислением в пешее ополчение по Петербургской губернии.
Во время Первой мировой войны призван на службу в ополчение. Был помощником в военно-цензурной комиссии при штабе Петроградского ВО (1914—1918). 12 января 1916, после снятия с должности председателя комиссии генерал-майора Д. П. Струкова, некоторое время исполнял должность председателя. 4 февраля 1916 сдал её генерал-лейтенанту П. П. Любомирову. На конец февраля 1917 вновь был председателем военно-цензурной комиссии в Петрограде.
Приложил немало усилий для организации борьбы с германским шпионажем и подрывной пропагандой. Автор проекта «Перечня сведений и изображений, касающихся внешней безопасности России и её военно-морской и сухопутной обороны, оглашение и распространение коих в печати и в речах или докладах, произносимых в публичных докладах, запрещается».
После революции служил в РККА. 26 мая 1919 назначен начальником Оперативного отдела Мобилизационного управления Петроградского ВО; по состоянию на 15 мая 1920 был начальником мобилизационно-оперативного отдела штаба Петроградского ВО. На 1920 год состоял в корпусе Генерального штаба РККА. В январе 1921 отправлен в отставку по болезни. На 12 апреля 1921 значился в штатном резерве штаба Петроградского ВО, не занимающим должности.
Был специалистом по Японии и японским вооружённым силам. В 1902 году сопровождал принца Комацу, совершавшего поездку по России. В июле—ноябре 1902 был командирован в Японию для ознакомления с военными реформами. По результатам поездки был награждён золотым портсигаром, украшенным драгоценными камнями, из кабинета Его Императорского Величества. Во время русско-японской войны под редакцией Адабаша издавались переводы японских военных уставов и наставлений, а сам он издал сочинение об организации разведки в Маньчжурии.

## Награды
- Орден Святой Анны 3-й ст. (1901)
- Орден Святого Владимира 4-й ст. (1905)
- Орден Святого Станислава 2-й ст. (1906)
- Орден Святого Владимира 3-й ст. (1909)
- Орден Святого Станислава 1-й ст. (06.09.1915)
- Орден Святой Анны 1-й ст. (10.04.1916)